# Clint McDaniel
Clinton Eugene "Clint" McDaniel (Tulsa, Oklahoma; 26 de febrero de 1972) es un exjugador de baloncesto estadounidense que jugó una temporada en la NBA, además de hacerlo en la CBA, la liga australiana, la liga venezolana y la liga húngara. Con 1,93 metros de estatura, lo hacía en la posición de base.

## Trayectoria deportiva

### Universidad
Jugó durante cuatro temporadas con los Razorbacks de la Universidad de Arkansas, en las que promedió 8,1 puntos, 2,3 rebotes y 1,8 asistencias por partido. En 1994 se proclamó campeón de la NCAA, y al año siguiente fue incluido en el tercer mejor quinteto de la Southeastern Conference, tras liderar la conferencia en robos de balón, logrando además el récord histórico de su universidad y de la conferencia, con 102.

### Profesional
Tras no ser elegido en el Draft de la NBA de 1995, firmó un contrato como agente libre por un año con los Sacramento Kings, pero únicamente disputó 12 partidos en los que promedió 2,5 puntos.
Después de no renovar por los Kings, jugó en la CBA, y en diversos equipos de Australia, Venezuela y Hungría.

## Estadísticas de su carrera en la NBA

### Temporada regular
| Temporada | Edad | Equipo           | Liga | Pos. | P  | TIT | MIN | TC  | TCA | %TC  | 3P  | 3PA | %3P  | 2P  | 2PA | %2P  | TL  | TLA | %TL  | R.OF. | R.DEF. | REB | ASIS | ROB | TAP | PER | FP  | PTS |
| 1995-96   | 23   | Sacramento Kings | NBA  | SG   | 12 | 0   | 5.9 | 0.7 | 1.9 | .348 | 0.2 | 0.5 | .333 | 0.5 | 1.4 | .353 | 1.0 | 1.3 | .750 | 0.3   | 0.6    | 0.8 | 0.6  | 0.4 | 0.0 | 0.2 | 0.8 | 2.5 |
| Total     |      |                  | NBA  |      | 12 | 0   | 5.9 | 0.7 | 1.9 | .348 | 0.2 | 0.5 | .333 | 0.5 | 1.4 | .353 | 1.0 | 1.3 | .750 | 0.3   | 0.6    | 0.8 | 0.6  | 0.4 | 0.0 | 0.2 | 0.8 | 2.5 |